# Audición

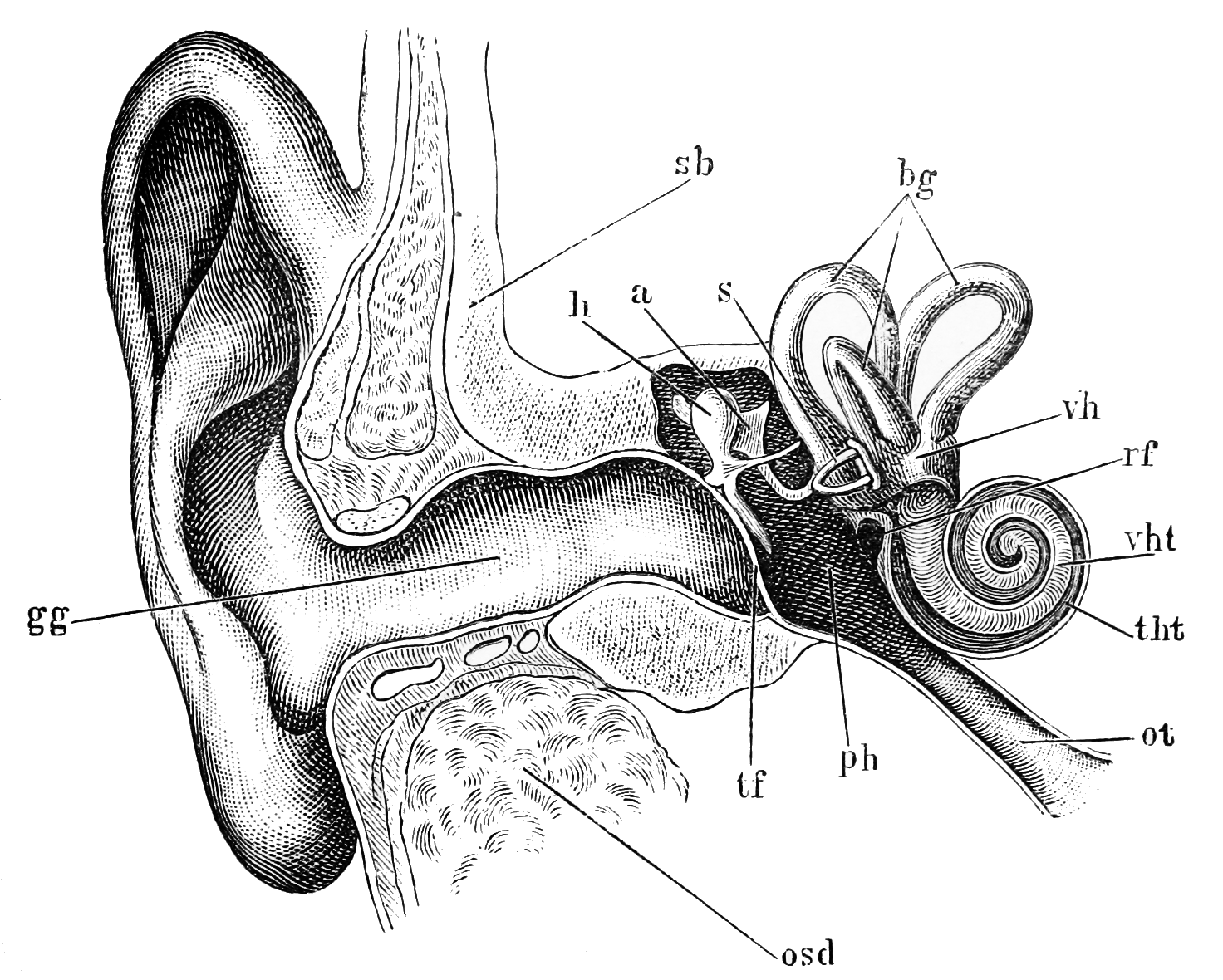
Esquema del oído humano

La audición está constituida por los procesos psicofisiológicos que proporcionan al ser humano la capacidad de oír.
El conducto auditivo externo o meato auditivo externo es una cavidad del oído externo cuya función es conducir el sonido (las vibraciones provocadas por la variación del aire) desde el pabellón auricular hasta el tímpano.
El sonido puede oírse a través de materia sólida, líquida o gaseosa. Es uno de los cinco sentidos tradicionales. La incapacidad parcial o total para oír se denomina pérdida auditiva.
En los seres humanos y otros vertebrados, la audición es realizada principalmente por el sistema auditivo: Las ondas mecánicas, conocidas como vibraciones, son detectadas por el oído y transformadas en impulsos nerviosos que son percibidos por el cerebro (principalmente en el lóbulo temporal). Al igual que el tacto, la audición requiere sensibilidad al movimiento de las moléculas en el mundo exterior al organismo. Tanto la audición como el tacto son tipos de mecanosensación.

## Sonido
El sonido es la característica del medio molecular en que se encuentra el ser humano. Una de las principales características que tiene el sonido, para ser audible por el ser humano, es que su frecuencia  se mantenga entre 20 y 20 000 Hz. La cantidad de sonidos diferentes que puede oír el ser humano es muy grande. Se utiliza una escala logarítmica de presiones, llamadas  decibelios, que abrevia la inmensa cantidad de valores posibles.

## Mecanismo auditivo
.

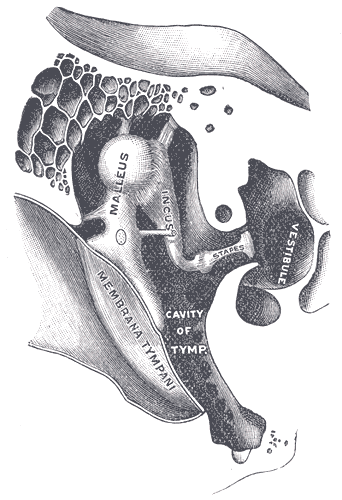
El oído medio utiliza tres pequeños huesos, el martillo, el yunque y el estribo, para transmitir las vibraciones del tímpano al oído interno

Hay tres componentes principales del sistema auditivo humano: el oído externo, el oído medio y el oído interno.

### Oído externo
El oído externo incluye el pabellón auricular, la parte visible del oído, así como el conducto auditivo externo, que termina en el tímpano, también llamado membrana timpánica. El pabellón auricular sirve para enfocar las ondas sonoras a través del conducto auditivo hacia el tímpano. Debido al carácter asimétrico del oído externo de la mayoría de los mamíferos, el sonido es filtrado de manera diferente en su camino hacia el oído dependiendo de la ubicación de su origen. Esto confiere a estos animales la capacidad de localizar el sonido verticalmente. El tímpano es una membrana hermética, y cuando las ondas sonoras llegan a él, hacen que vibre siguiendo la forma de onda del sonido. El cerumen (cera del oído) es producido por las ceruminosas y glándulas sebáceas de la piel del conducto auditivo humano, y tiene la función de proteger el conducto auditivo y la membrana timpánica de daños físicos y de una invasión microbiana. 

### Oído medio
El oído medio consiste en una pequeña cámara llena de aire que se encuentra medial al tímpano. Dentro de esta cámara se encuentran los tres huesos más pequeños del cuerpo, conocidos colectivamente como huesecillos, que incluyen el martillo, el yunque y el estribo. Ayudan a transmitir las vibraciones del tímpano al oído interno, la cóclea. La función de los huesecillos del oído medio es superar el desajuste de impedancia entre las ondas del aire y las de la cóclea, proporcionando adaptación de impedancia.
En el oído medio también se encuentran el músculo estapedio y el músculo tensor del tímpano, que protegen el mecanismo auditivo mediante un reflejo de rigidez. El estribo transmite las ondas sonoras al oído interno a través de la ventana oval, una membrana flexible que separa el oído medio, lleno de aire, del oído interno, lleno de líquido. La ventana redonda, otra membrana flexible, permite el desplazamiento suave del líquido del oído interno causado por las ondas sonoras entrantes.

### Oído interno
.

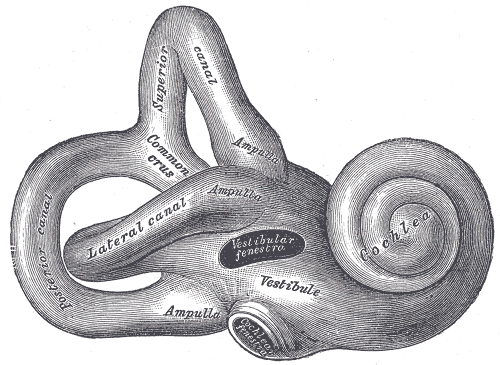
El oído interno es un órgano pequeño pero muy complejo

El oído interno está formado por la cóclea, que es un tubo en forma de espiral lleno de líquido. Está dividido longitudinalmente por el órgano de Corti, que es el principal órgano de transducción mecánica a neural. En el interior del órgano de Corti se encuentra la membrana basilar, una estructura que vibra cuando las ondas procedentes del oído medio se propagan a través del líquido coclear o endolinfa. La membrana basilar es tonotópica, de modo que cada frecuencia tiene un lugar característico de resonancia a lo largo de ella. Las frecuencias características son altas en la entrada basal de la cóclea y bajas en el vértice. El movimiento de la membrana basilar provoca la despolarización de las células ciliadas, receptores auditivos especializados situados dentro del órgano de Corti. Aunque las células ciliadas no producen potencial de acción por sí mismas, liberan neurotransmisores en las sinapsis con las fibras del nervio auditivo, que sí produce potenciales de acción. De este modo, los patrones de oscilaciones en la membrana basilar se convierten en patrones espaciotemporales de disparos que transmiten información sobre el sonido al tronco encefálico.

## Percepción
La audición es la percepción de las ondas sonoras que se propagan por el espacio, en primer lugar, por nuestras orejas, que las transmiten por los conductos auditivos externos hasta que chocan con el tímpano, haciéndolo vibrar. Estas vibraciones generan movimientos oscilantes en la cadena de huesecillos del oído medio (martillo, yunque y estribo), los que son conducidos hasta la perilinfa del caracol. Aquí las ondas mueven los cilios de las células nerviosas del órgano de Corti, que, a su vez, estimulan las terminaciones nerviosas del nervio auditivo. O sea, en el órgano de Corti las vibraciones se transforman en impulsos nerviosos, los cuales, finalmente, son conducidos a la corteza cerebral, donde se interpretan como sensaciones auditivas.

## Proceso de la audición humana
Más allá de las ondas sonoras (física del sonido), el proceso de la audición humana implica procesos fisiológicos, derivados de la estimulación de los órganos de la audición, y procesos psicológicos, derivados del acto consciente de escuchar un sonido.
El oído capta los sonidos de la siguiente forma:
La oreja capta las ondas sonoras que se transmiten a través del conducto auditivo hasta el tímpano.
El tímpano es una membrana flexible que vibra cuando le llegan las ondas sonoras.
Esta vibración llega a la cadena de huesecillos que amplifican el sonido y lo transmite al oído interno a través de la ventana oval.
Finalmente las vibraciones "mueven" los dos líquidos que existen en la cóclea (perilinfa y endolinfa), cosa que deforma las células ciliadas existentes en el interior.
Estas células transforman las ondas sonoras en impulsos eléctricos que llegan al nervio auditivo y de este nervio a la corteza auditiva, que es el órgano encargado de interpretar los sonidos.
El lóbulo temporal se ocupa de varias funciones, incluido el lenguaje. Cuando se escucha música, o hablar a alguien, esta región está tratando de descifrar la información. El procesamiento de información de audio y memoria auditiva se gestionan aquí.

## Divisiones del sistema auditivo
Podemos dividir el sistema auditivo en dos partes: 
- Sistema auditivo periférico (el oído), responsable de los procesos fisiológicos que captan el sonido y lo envía al cerebelo.

- Sistema auditivo central (nervios auditivos y cerebro), responsable de los movimientos psicológicos que conforman lo que se conoce como percepción sonora.

Oído interno, oído medio y oído externo 

## Pérdida auditiva
Existen varios tipos diferentes de pérdida auditiva: hipoacusia conductiva, hipoacusia neurosensorial y tipos mixtos.
Existen grados definidos de pérdida de audición:
- Pérdida auditiva leve - Las personas con pérdida auditiva leve tienen dificultades para seguir el ritmo de las conversaciones, especialmente en entornos ruidosos. Los sonidos más silenciosos que pueden oír las personas con pérdida auditiva leve con su mejor oído están entre 25 y 40 dB HL.
- Pérdida auditiva moderada - Las personas con una pérdida auditiva moderada tienen dificultades para seguir las conversaciones cuando no utilizan audífonos. Por término medio, los sonidos más bajos que oyen las personas con pérdida auditiva moderada con su mejor oído están entre 40 y 70 dB HL.
- Pérdida auditiva grave - Las personas con pérdida auditiva grave dependen de audífonos potentes. Sin embargo, a menudo dependen de la lectura de labios incluso cuando utilizan audífonos. Los sonidos más silenciosos que oyen las personas con pérdida auditiva grave con su mejor oído están entre 70 y 95 dB HL.
- Pérdida auditiva profunda - Las personas con pérdida auditiva profunda tienen una gran dificultad auditiva y dependen principalmente de la lectura de labios y del lenguaje de signos. Los sonidos más silenciosos que oyen las personas con hipoacusia profunda con su mejor oído son de 95 dB HL o más.

### Causas
- Hereditaria
- Condiciones congénitas
- Presbiacusia
- Adquirida
  - Pérdida de audición inducida por ruido
  - Fármacos y productos químicos ototóxicos
  - Infección

### Prevención
La protección auditiva consiste en el uso de dispositivos diseñados para prevenir pérdida auditiva inducida por ruido (NIHL), un tipo de hipoacusia postlingual. Los diversos medios utilizados para prevenir la pérdida de audición se centran generalmente en reducir los niveles de ruido a los que están expuestas las personas. Una forma de hacerlo es mediante modificaciones ambientales como el silenciamiento acústico, que puede conseguirse con una medida tan básica como forrar una habitación con cortinas, o tan compleja como emplear una cámara anecoica, que absorbe casi todo el sonido. Otro medio es el uso de dispositivos como tapones para los oídos, que se introducen en el canal auditivo para bloquear el ruido, u orejeras, objetos diseñados para cubrir por completo los oídos de una persona.

### Gestión
La pérdida de audición, cuando está causada por una pérdida neuronal, no puede curarse en la actualidad. En cambio, sus efectos pueden mitigarse mediante el uso de dispositivos audioprotésicos, es decir, dispositivos de asistencia auditiva como audífonos e implantes cocleares. En un entorno clínico, esta gestión es ofrecida por otólogos y audiólogos.

### Relación con la salud
La pérdida de audición está asociada con la enfermedad de Alzheimer y la demencia, con un mayor grado de pérdida de audición asociado a un mayor riesgo. También existe una asociación entre la diabetes tipo 2 y la pérdida de audición.

## En vertebrados

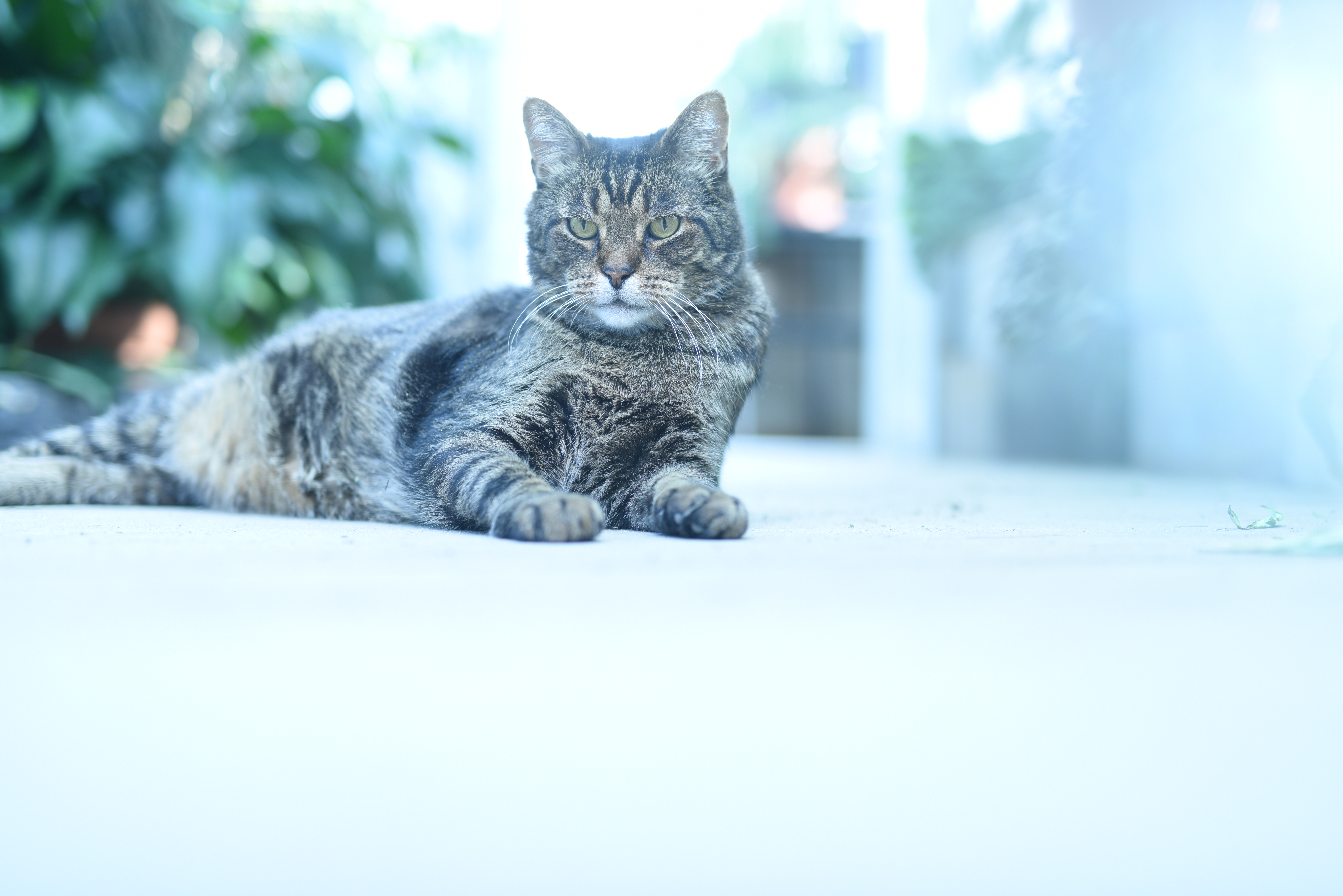
Un gato puede oír sonidos de alta frecuencia hasta dos octavas más altos que un humano.

No todos los sonidos son normalmente audibles para todos los animales. Cada especie tiene un rango de audición normal tanto para la amplitud como para la frecuencia. Muchos animales utilizan el sonido para comunicarse entre sí, y la audición en estas especies es particularmente importante para la supervivencia y la reproducción. En las especies que utilizan el sonido como principal medio de comunicación, la audición suele ser más aguda para la gama de tonos producidos en las llamadas y el habla.

### Gama de frecuencias
Las frecuencias capaces de ser oídas por el ser humano se denominan audio o sónicas. Normalmente se considera que el rango está entre 20 Hz y 20.000 Hz. Las frecuencias superiores a la auditiva se denominan ultrasónicos, mientras que las frecuencias por debajo del audio se denominan infrasónico. Algunos murciélagos utilizan los ultrasonidos para la ecolocalización durante el vuelo. Los perro pueden oír ultrasonidos, que son el principio de los silbatos para perros "silenciosos". Las serpientes perciben los infrasonidos a través de sus mandíbulas, y las ballenas barbadas, jirafas, delfines y elefantes los utilizan para comunicarse. Algunos peces tienen la capacidad de oír de forma más sensible gracias a una conexión ósea bien desarrollada entre el oído y la vejiga natatoria. Esta "ayuda a los sordos" de los peces aparece en algunas especies como la carpa y el arenque.

### Discriminación temporal
La percepción humana de la separación temporal de las señales de audio se ha medido en menos de 10 microsegundos (10µs). Esto no significa que las frecuencias superiores a 100 kHz sean audibles, sino que la discriminación temporal no está directamente acoplada a la gama de frecuencias. Georg Von Békésy, en 1929, al identificar las direcciones de las fuentes sonoras, sugirió que los humanos pueden resolver diferencias temporales de 10µs o menos. En 1976, las investigaciones de Jan Nordmark indicaron una resolución interaural superior a 2 µs.  La investigación de Milind Kuncher de 2007 resolvió la desalineación temporal por debajo de 10µs.